# Mirko Kovač
Mirko Kovač (ur. 26 grudnia 1938 w Petrovići, zm. 19 sierpnia 2013 w Rovinju) – chorwacki pisarz, eseista oraz scenarzysta.

## Życiorys
Ukończył studia na wydziale dramaturgii w Belgradzie. W 1962 debiutował książką Gubilište. Był autorem powieści, opowiadań, esejów, sztuk teatralnych, a także scenariuszy filmowych, w tym melodramatu Pasja według Mateusza (Muke po Mati, 1975) z Alicją Jachiewicz, melodramatu wojennego Okupacja w 26 obrazach (Okupacija u 26 slika, 1978), prezentowanego na 32. festiwalu w Cannes, i melodramatu historycznego Upadek Italii (Pad Italije, 1981) z Danielem Olbrychskim. Laureat wielu nagród, w tym Nagrody Vilenica. Od 1991 mieszkał w Rovinju w Chorwacji.
W Polsce ukazały się jego powieści: Drzwi żywota, opowiadająca o Belgradzie lat 60. Krystaliczna sieć, opowiadające o Dubrowniku Miasto w lustrze oraz zbiór korespondencji z Filipem Davidem.

## Polskie przekłady
- Drzwi żywota (Vrata od utrobe 1978)
- Kiedy kwitnie zło: Książka listów 1992-1995 (korespondencja z Filipem Davidem)
- Krystaliczna sieć (Kristalne resetke 1995)
- Miasto w lustrze (Grad u zrcalu, 2007)

## Scenariusze
- 1966: Partija saha s ocem (TV)
- 1967: Simon (TV)
- 1967: Mali vojnici
- 1968: Ja sam ubio Baltazara (TV)
- 1969: Kajdanki (Lisice)
- 1970: Posvjeceno Antonu (TV)
- 1970: Rodjaci (serial TV)
- 1972: Ubistvo u nocnom vozu (TV)
- 1975: Pasja według Mateusza (Muke po Mati)
- 1976: Frontas (TV)
- 1976: Gresno dete (TV)
- 1976: Gosti i radnici (TV)
- 1976: Poslednje nazdravlje (TV)
- 1976: Spiritisti (TV)
- 1976: Vlajkova tajna (TV)
- 1977: Pod istragom (TV)
- 1978: Otac ili samoca (TV)
- 1978: Okupacja w 26 obrazach (Okupacija u 26 slika)
- 1978: Noc od paucine (TV)
- 1979: Usijanje
- 1980: Duvanski put (miniserial TV)
- 1981: Upadek Italii (Pad Italije)
- 1982: 13 lipiec (13. jul)
- 1986: Wieczorne dzwony (Večernja zvona)
- 1988: Večernja zvona (serial TV)
- 1991: Tetoviranje
- 2006: Libertas

## Nagrody
- 1978: Nagroda NIN
- 1995: Nagroda im. Herdera
- 2003: Nagroda Vilenica